# Hinterzarten
Hinterzarten ist eine Gemeinde und ein Höhenluftkurort im Südschwarzwald etwa 25 Kilometer östlich von Freiburg im Breisgau.

## Geographie

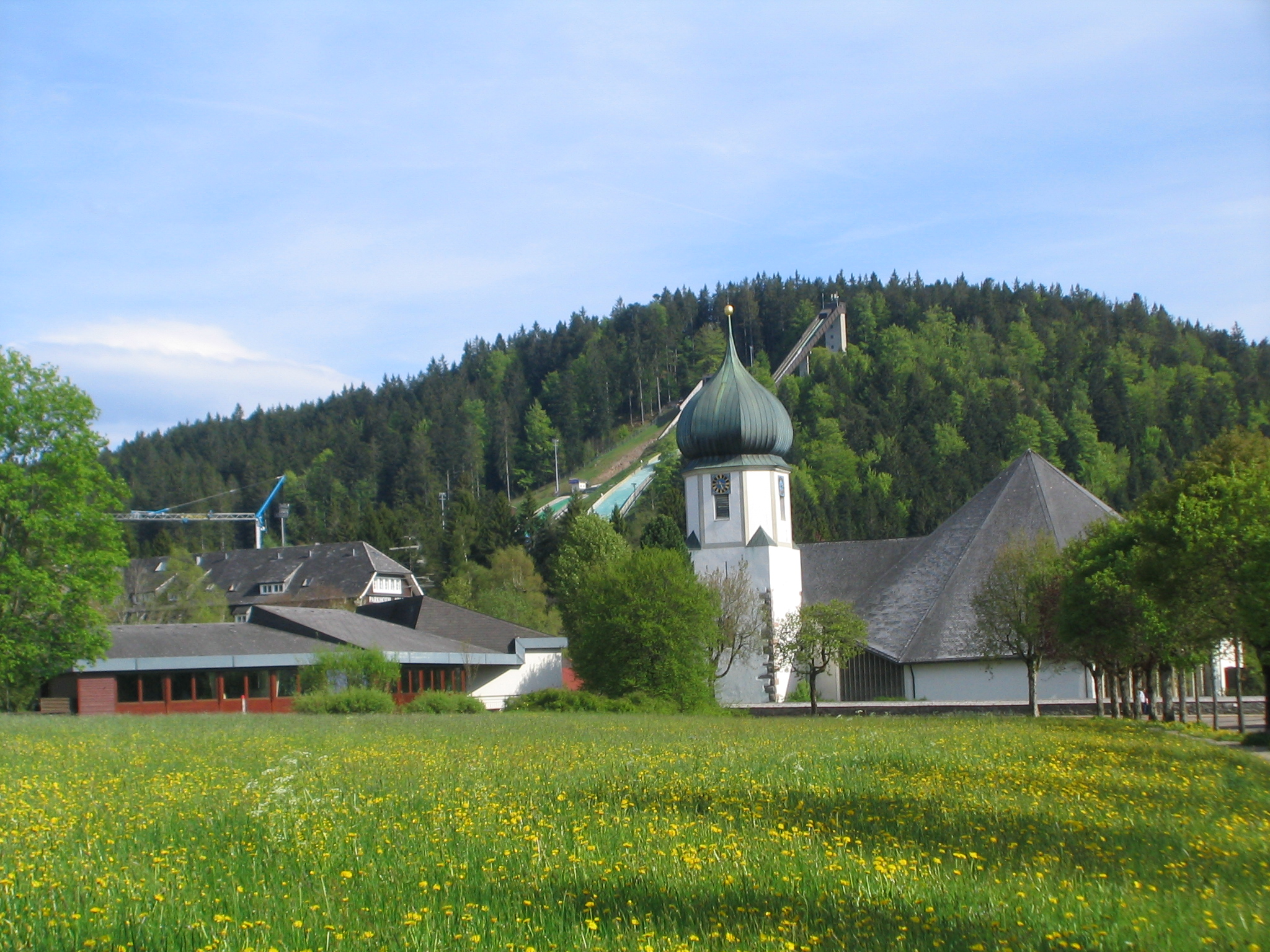
Hinterzarten: Blick auf Kirche und Adlerschanze

### Geographische Lage
Geografisch reicht Hinterzarten mit 1400 m ü. NN bis knapp an den Feldberg, die mit 1493 m ü. NN höchste Erhebung des Schwarzwaldes, und bis an das südwestliche Ende des Titisees bei 850 m ü. NN. Tiefster Punkt ist der Sternenrank (am unteren Ende des Löffeltals) mit 740 m ü. NN. Hinterzarten befindet sich im Naturpark Südschwarzwald und wird vom Zartenbach durchflossen. Dieser wird abschnittsweise, besonders im Löffeltal, auch Rotbach genannt. Sein Wasser und Bachbett sind zumindest zeitweise rot gefärbt.

### Klima

Niederschlagsdiagramm

Der Jahresniederschlag beträgt 1406 mm und liegt damit im oberen Zehntel der von den Messstellen des Deutschen Wetterdienstes erfassten Werte. Über 96 % zeigen niedrigere Werte an. Der trockenste Monat ist der September; am meisten regnet es im Dezember. Im niederschlagsreichsten Monat fällt ca. 1,8 mal mehr Regen als im trockensten Monat. Die jahreszeitlichen Niederschlagschwankungen liegen im oberen Drittel. In über 83 % aller Orte schwankt der monatliche Niederschlag weniger.

### Nachbargemeinden
Angrenzende Gemeinden sind Breitnau, Titisee-Neustadt, Lenzkirch, Feldberg (Schwarzwald) und Oberried, alle zum Landkreis Breisgau-Hochschwarzwald gehörend.

### Gemeindegliederung

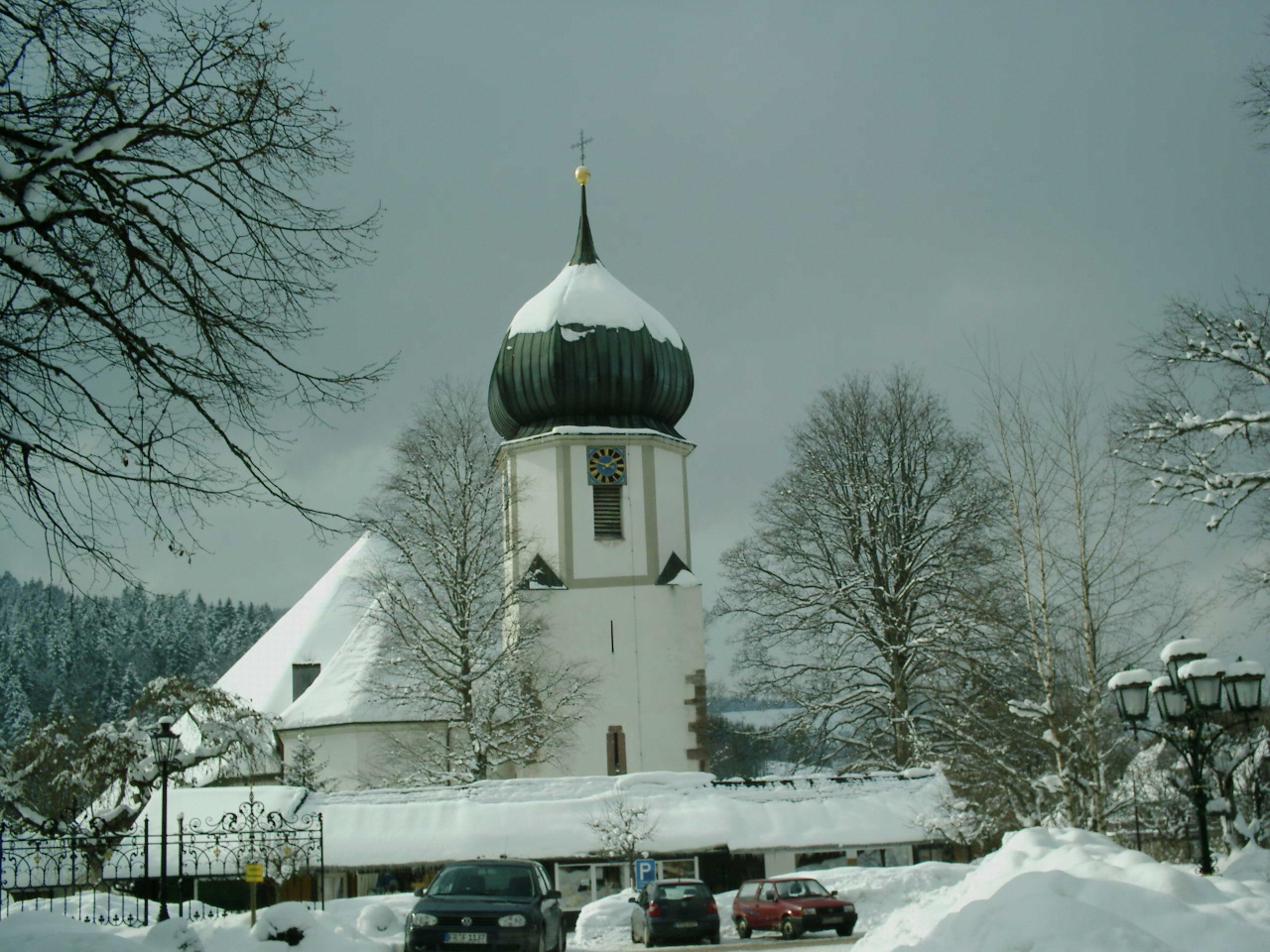
Die Kirche vom Schnee bedeckt

Zur Gemeinde Hinterzarten gehören das Dorf Hinterzarten, die Zinken Alpersbach, Am Feldberg, Bisten (t.w. auch zu Breitnau), Bruderhalde, Erlenbruck, Löffeltal, Oberzarten, Rinken, Rotwasser, Windeck und Winterhalde und die Wohnplätze Altenvogtshütte (Auf Stucken), Ramselegut, Dorneck, Fürsatz(hof) und Silberberg. Im Gemeindegebiet liegen die abgegangenen Ortschaften Bankgallihof, Bäuerlehof, Imberihof, Rufenhof, Seehäusle und Waldhof.

## Geschichte

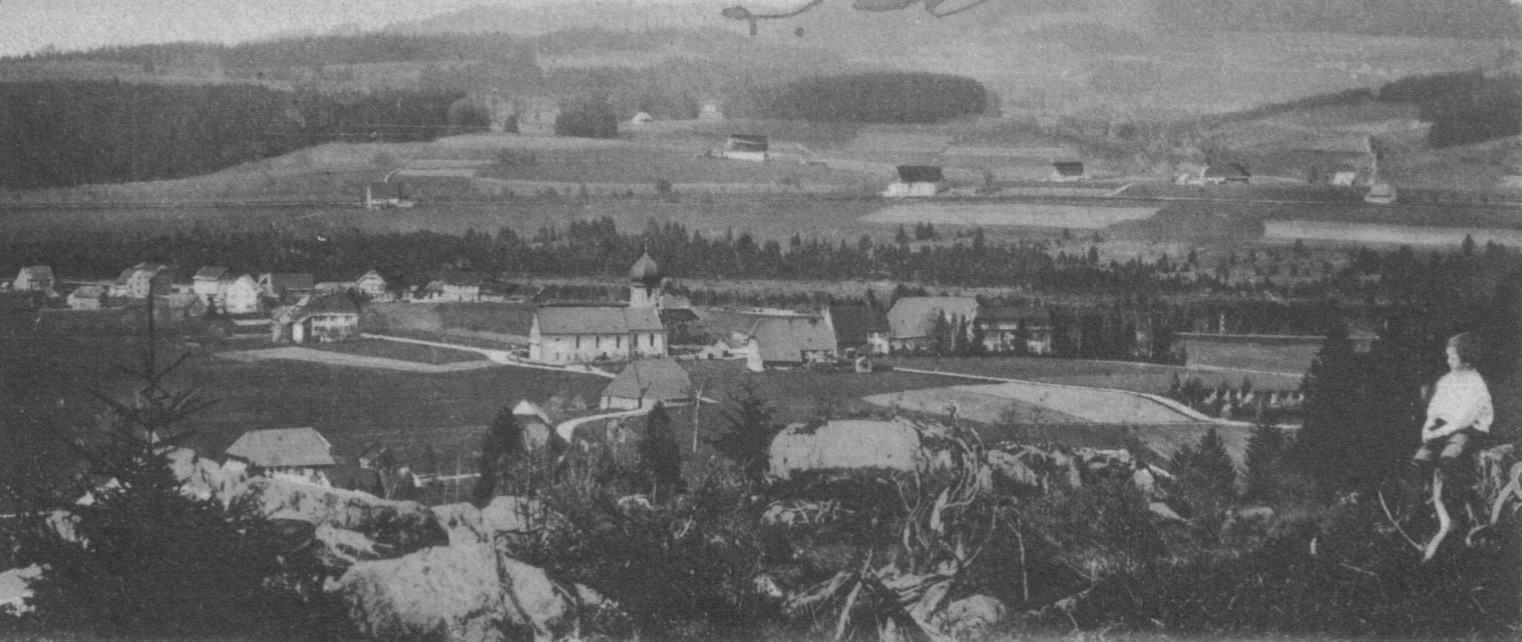
Hinterzarten (um 1910)

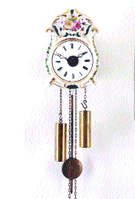
Deutsches Uhrenmuseum: Jockele-Uhr

### Bis zum 19. Jahrhundert
1148 wurde mit der Weihe der St. Oswaldkapelle im Höllental die Keimzelle der Hinterzartener Pfarrgemeinde erstmals urkundlich erwähnt. Im 13. Jahrhundert wurde es ein beliebter Wallfahrtsort, weil eine Schwefelquelle heilende Wirkung versprach. Einen Mineralgehalt des Wassers aus der Quelle, die sich in der Schwefelmatte zwischen Erlenbrucker Straße und Zartenbach befunden hat, konnte man später nicht nachweisen. Die zugehörige Wallfahrtskirche wurde, wie auch der heutige Neubau, bereits Maria in der Zarten genannt. Wegen der Straße durch das Höllental wurde die weltliche Vogtei bis ins 18. Jahrhundert hinein als Hinter der Straß bezeichnet, während das benachbarte Breitnau Vor der Straß hieß. Bis ungefähr 1750 vermischten sich Hinter der Straß und in der Zarten zu dem, was heute der Name des Ortes Hinterzarten ist.
Das Gebiet um Hinterzarten, Bärental, Höllental und Gebiete am Feldberg war großteils in Falkensteinischem Besitz. Die Falkensteiner veräußerten es dann an die Schnewlin. Durch Heirat der letzten Erbtochter Anna von Schnewlin kam das Gebiet 1588 an die Herren von Sickingen, deren Wappen als kleines Wappen im Gemeindewappen von Hinterzarten zu sehen ist. Die Sickingen behielten den Ort bis 1810, als er an das Großherzogtum Baden überging. Weitere Anteile besaßen die mit den Sickingern verwandten Herren von Pfirt. Der Anteil der Pfirter kam an Freifrau Meyronnet und Montureux und 1844 durch Verkauf an den Besitzer der Poststation Posthalde und die 1806 erneuerte Gastwirtschaft Sternen am Höllsteig. 1910 erwarb Baden auch den Gasthof Sternen (ursprünglich erbaut 1446) mit den Waldungen.
Um 1790 fertigte der Uhrmacher Jacob Herbstreith die so genannten Jockele-Uhren, die nach dem Vornamen des Uhrmachers benannt sind (Jockel=Jacob). Eine dieser Uhren ist im Uhrenmuseum von Furtwangen zu sehen.
Gegen 1820 lebten in Hinterzarten 766 Einwohner, die sich hauptsächlich von Viehzucht, Holz sowie von der Herstellung hölzerner Uhren und Löffel ernährten.

### 20. Jahrhundert
Mit der Kirchwaldschanze wurde 1923 die erste Skisprungschanze im Ort gebaut. Ein Jahr später folgte die Adlerschanze, die 1981 zu einer Mattensprungschanze umgebaut wurde.
Am 27. April 1945 war der Zweite Weltkrieg für die Gemeinde zu Ende.
Im August 1952 fand in Hinterzarten die erste Hochschulreformkonferenz nach Gründung der Bundesrepublik statt. In den 1950er Jahren wurde durch Hermann Druckrey und Adolf Butenandt der Hinterzartener Kreis für Krebsforschung gegründet, in dem einmal im Jahr in ländlicher Abgeschiedenheit über Ergebnisse und Ausrichtung der onkologischen Grundlagenforschung diskutiert wird. Die Deutsche Forschungsgemeinschaft fördert den Kreis bis heute unter diesem Titel, unabhängig vom aktuellen Tagungsort.
Seit 1964 ist Hinterzarten ein Heilklimatischer Kurort.
Im Jahr 2010 prallte der in Hinterzarten hergestellte Nachbau eines Siemens-Elektrowagens, der Elektrischen Victoria, während einer Probefahrt gegen eine Böschung. Der Fahrer, Professor Wilfried Feldenkirchen, Projektleiter des Nachbaus, erlitt tödliche Verletzungen, vier mitfahrende Studenten wurden, zum Teil schwer, verletzt.

### Einwohnerentwicklung
Einwohnerzahlen jeweils zum 31. Dezember:
| Jahr      | 1961 | 1971 | 1981 | 1991 | 2001 | 2011 | 2012 | 2013 | 2014 | 2015 | 2016 | 2017 | 2018 | 2019 | 2020 | 2021 | 2022 | 2023 |
| Einwohner | 2001 | 2203 | 2141 | 2423 | 2613 | 2457 | 2453 | 2446 | 2476 | 2514 | 2532 | 2544 | 2583 | 2631 | 2583 | 2608 | 2702 | 2688 |

## Politik

### Verwaltungsgemeinschaft
Mit dem nördlich gelegenen Nachbarort Breitnau bildet Hinterzarten seit 1974 eine Vereinbarte Verwaltungsgemeinschaft. In der entsprechenden Satzung ist festgelegt, dass keine der beiden Gemeinden Änderungen im Flächennutzungsplan ohne Zustimmung der jeweils anderen Gemeinde durchsetzen kann. So kam es etwa im Herbst 2024 dazu, dass Hinterzarten eine in Breitnau geplante Freiflächen-Photovoltaikanlage verhinderte, obwohl der Breitnauer Gemeinderat das auf der eigenen Gemarkung geplante Projekt bereits einstimmig befürwortet hatte.

### Gemeinderat
Dem Gemeinderat gehören neben dem Bürgermeister als Vorsitzenden zwölf ehrenamtliche Mitglieder an, die von der Bürgerschaft auf fünf Jahre gewählt werden. Bei der Kommunalwahl am 9. Juni 2024 gingen alle zwölf Sitze an die (wie schon fünf Jahre zuvor einzig angetretene) „Liste für Hinterzarten“. Die Wahlbeteiligung lag bei 66 % (unverändert gegenüber 2019).

### Wahlen
Da sich bei den Kommunalwahlen im Ort schon seit langer Zeit keine Parteien mehr zur Wahl gestellt haben, lassen sich parteipolitische Präferenzen der Hinterzartener nur mittelbar aus den Wahlergebnissen auf Landes-, Bundes- und Europaebene erkennen. Hinterzarten gehört zum Landtagswahlkreis 46 Freiburg I und zum Bundestagswahlkreis 288 Waldshut.
Bei den Bundestagswahlen hat die CDU in den letzten Jahrzehnten in Hinterzarten stets als stärkste Partei abgeschnitten. Zwar musste sie 2017 und 2021 jeweils deutliche Verluste hinnehmen, erhielt aber 2025 wieder 35,3 % der Zweitstimmen. Die SPD war bis 2005 zweitstärkste Kraft, erreichte aber 2017 mit 12,9 % nur noch weniger als die Hälfte des Anteils, den sie 15 Jahre zuvor in Hinterzarten erzielt hatte (2002: 27,7 %) und fiel damit noch hinter die Grünen und die FDP zurück. Demgegenüber wurden die Grünen 2017 zur zweitstärksten Kraft in Hinterzarten, konnten diese Position 2021 weiter ausbauen und erreichten sie auch 2025 wieder.
Bei den Landtagswahlen 2021 wurden die Grünen mit einem Stimmenanteil von 40,6 % in Hinterzarten zum zweiten Mal (wie bereits 2016 mit 34,2 %) stärkste politische Kraft. Zuvor hatte die CDU jahrzehntelang jeweils alle anderen Parteien weit hinter sich gelassen, 2006 war sie sogar in die Nähe der 50 %-Marke gekommen (48,5 %).
Bei den Europawahlen 2024 war die CDU mit 36,1 % in Hinterzarten wie fünf Jahre zuvor stärkste Partei, auch wenn sie damit erheblich unter ihrem bei der Europawahl 1999 erzielten Spitzenwert (55,4 %) lag.
Die bei den Bundestags- und Europawahlen erkennbare Dominanz der CDU in Hinterzarten hat eine lange Tradition, was allerdings bei den jüngsten Landtagswahlen bereits zweimal von den Grünen durchbrochen wurde.
| Partei    | Landtag 2021 | Europa 2024 | Bundestag 2025 (Zweitstimmen) |
| --------- | ------------ | ----------- | ----------------------------- |
| CDU       | 23,1 %       | 36,1 %      | 35,3 %                        |
| Grüne     | 40,6 %       | 19,4 %      | 20,5 %                        |
| SPD       | 7,9 %        | 9,5 %       | 12,6 %                        |
| FDP       | 13,3 %       | 7,6 %       | 6,2 %                         |
| AfD       | 4,7 %        | 9,1 %       | 12,3 %                        |
| Die Linke | 3,3 %        | 2,0 %       | 6,0 %                         |
| BSW       | –            | 4,2 %       | 3,4 %                         |
| Sonstige  | 7,1 %        | 6,6 %       | 3,9 %                         |

### Bürgermeister
| Amtszeit  | Name              |
| --------- | ----------------- |
| 1891–1904 | Peter Hensler     |
| 1904–1919 | Joseph Schindler  |
| 1919–1926 | Martin Gremminger |
| 1926–1930 | Konrad Hofmeier   |
| 1930–1937 | Martin Gremminger |
| 1937–1945 | Dr. Franz Börsig  |
| 1945–1946 | Dr. Otto Dietsche |

| Amtszeit  | Name                 |
| --------- | -------------------- |
| 1946–1948 | Adolf Laule          |
| 1948–1951 | Oskar Rümmele        |
| 1951–1966 | Albert Ketterer      |
| 1966–1986 | Berthold Ruch        |
| 1986–2010 | Hansjörg Eckert      |
| seit 2010 | Klaus-Michael Tatsch |

Quelle: Helmuth Schubert, Politische Geschichte der Gemeinde Hinterzarten
Bei der Bürgermeisterwahl am 22. April 2018 wurde Klaus-Michael Tatsch mit 88,6 % der gültigen Stimmen für eine zweite Amtszeit gewählt. Tatsch war mehr als 40 Jahre lang Mitglied der CDU. Im Februar 2025 erklärte er aus Anlass des Abstimmungsverhaltens der CDU im Bundestag zum Fünf-Punkte-Plan zur Verschärfung der Asylpolitik seinen Austritt aus der Partei.
Für eine erste Amtszeit war Tatsch 2010 zum Nachfolger von Hansjörg Eckert gewählt worden, der 24 Jahre amtiert hatte. Zuvor hatten auch Berthold Ruch und Albert Ketterer das Amt jeweils langjährig (20 bzw. 15 Jahre) ausgeübt.

### Städtepartnerschaften

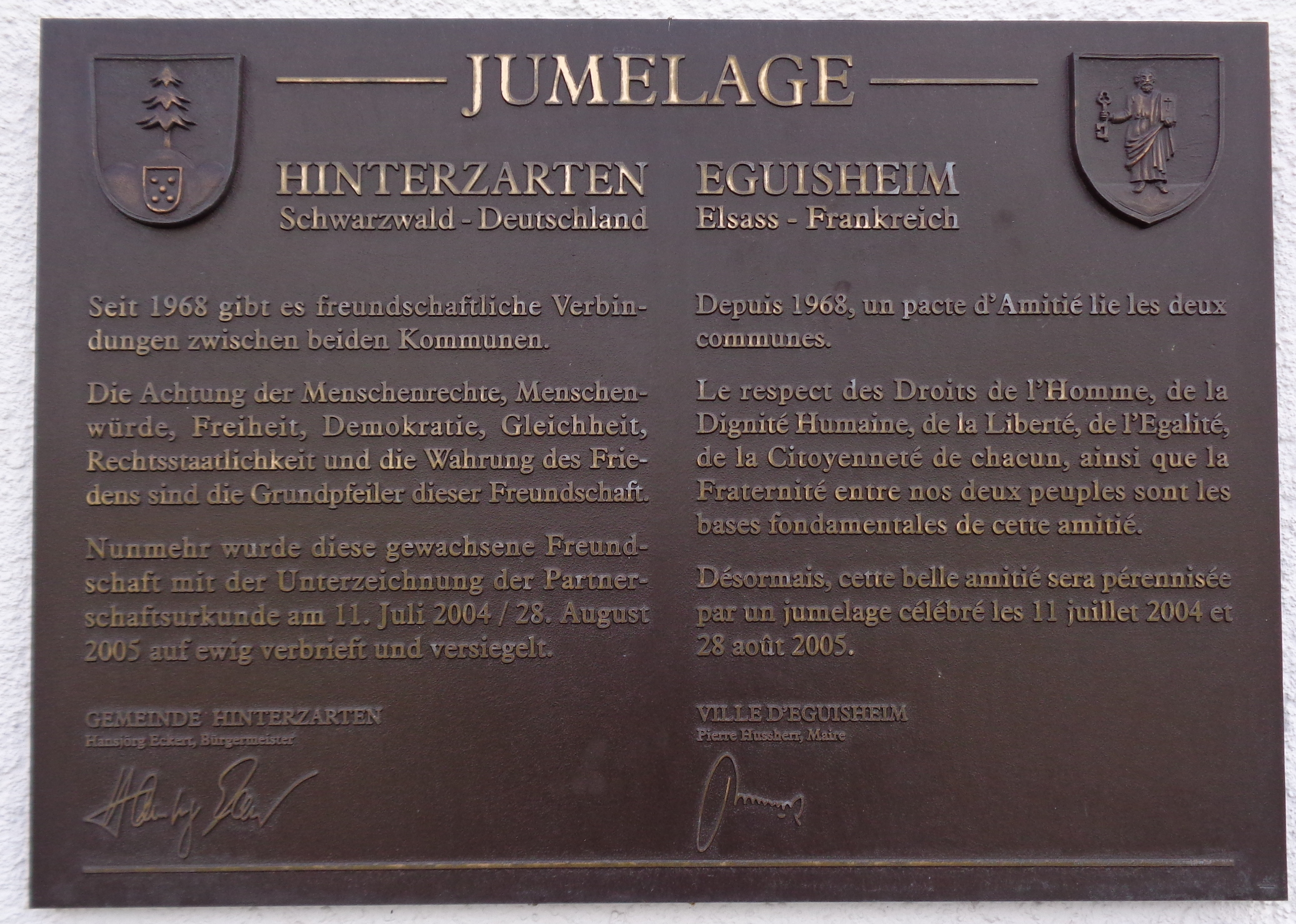
Gedenktafel Städtepartnerschaft am Rathaus von Hinterzarten

Seit 1969 ist Hinterzarten mit Eguisheim (Elsass) befreundet, 2004 gingen beide Orte eine Jumelage ein.

## Wirtschaft und Infrastruktur
Ursprünglich ein reines Bauerndorf, ist Hinterzarten heute stark vom Tourismus geprägt, wozu der Bau der Höllentalbahn (1887) und die Prädikatisierung zum heilklimatischen Kurort (1964) wesentlich beigetragen haben. Die Gemeinde bietet ein umfangreiches Wegenetz für Wanderungen im Sommer wie auch im Winter sowie für Mountainbike-Touren. So verläuft auch der anspruchsvolle sog. Gipfel-Trail von Titisee kommend über 16 km durch Hinterzarten bis zum Nordhang des Feldbergs. Mit dem Säbelthomaweg gibt es seit Mai 2019 auch einen Premium-Wanderweg. Im Winter werden mehrere Langlaufloipen gepflegt und es gibt drei Skilifte.
Hinterzarten liegt außerdem an zwei für Fernwanderer attraktiven Strecken: dem von Freiburg im Breisgau nach Konstanz führenden Schwarzwald-Querweg Freiburg–Bodensee und dem von Pforzheim nach Basel führenden Westweg als Teil des Europäischen Fernwanderwegs E1 vom Nordkap bis nach Süditalien.
Neben dem Tourismus spielen Land- und Forstwirtschaft weiterhin eine Rolle. Dabei haben Maßnahmen zum Natur- und Landschaftsschutz großen Einfluss auf die Erhaltung des Landschaftscharakters, der eine wesentliche Ressource für den Tourismus darstellt. Nach einer Analyse aus dem Jahr 2010 ist die zukünftige Entwicklung dieser Ressource stark von politischen und sozioökonomischen Rahmenbedingungen abhängig. Die Untersuchung stellt zwei alternative Szenarien für Hinterzarten vor: „Wohnen im Wald – raus aus der Hitze“ vs. „Edler Öko- und Gesundheitstourismus“. Aus diesen Szenarien ergeben sich unterschiedliche Handlungsstrategien für die relevanten Akteure, was auch vom Gemeinderat zur Kenntnis genommen wurde.

### Flächenaufteilung
Gemarkung Hinterzarten: Flächenaufteilung 
nach tatsächlicher Nutzung
Die Gesamtfläche der Gemarkung Hinterzarten beträgt 3.337 ha. Der größte Teil davon ist mit Wald (2.432 ha) bedeckt, weitere 604 ha werden landwirtschaftlich genutzt. Der Anteil der Siedlungs- und Verkehrsfläche liegt mit zusammen 6,2 % in Hinterzarten weit unter dem entsprechenden Durchschnittswert des Landes Baden-Württemberg (14,9 %).

### Verkehr

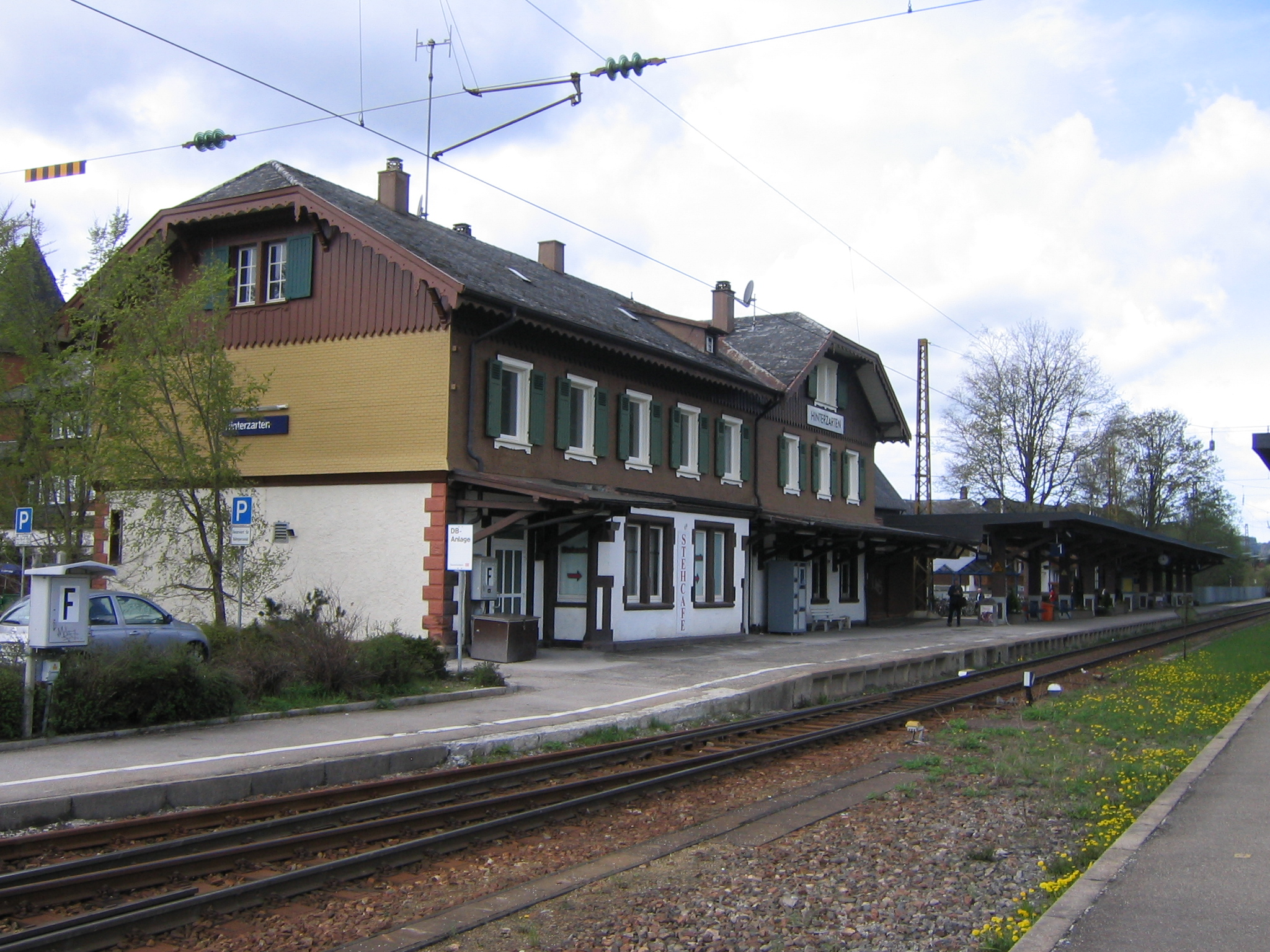
Der Bahnhof Hinterzarten ist der höchstgelegene Bahnhof der Höllentalbahn

#### Bahnverkehr
Der im Ortskern liegende Bahnhof Hinterzarten gehört zur Höllentalbahn, die von Freiburg über Titisee und Neustadt nach Donaueschingen führt. Auf der Strecke herrscht werktags Halbstundentakt (an Sonn- und Feiertagen 20-Minuten-Takt) nach Freiburg, Titisee und Neustadt (Schwarzw.) und ein stündlicher Takt nach Donaueschingen und Villingen-Schwenningen sowie nach Seebrugg (über die Dreiseenbahn). Seit Dezember 2019 ist die Höllentalbahn Teil der Linie S1 der Breisgau-S-Bahn, die Hinterzarten auch durchgehend mit Breisach am Rhein und Endingen am Kaiserstuhl verbindet.

#### Busverkehr
Die Buslinie SBG 7216 führt von Hinterzarten über den Thurner und St. Peter nach Kirchzarten. Vom Ortsteil Bruderhalde aus besteht mit der SBG-Linie 7300 eine Direktverbindung auf den Feldberg und darüber hinaus nach Todtnau und Zell im Wiesental (mit Anschluss nach Basel).

#### Radverkehr
Durch eine Alltagsroute aus dem Radnetz Baden-Württemberg ist Hinterzarten über Titisee-Neustadt und an Löffingen vorbei Richtung Donaueschingen verbunden, theoretisch auch über Kirchzarten mit Freiburg. Die Strecke zwischen Hinterzarten und Kirchzarten wird aber erst in der Zukunft ("Zielnetz") alltagstauglich gebaut. Die heutige Strecke hat eher touristischen Charakter, da von Kirchzarten her anstelle des eigentlichen Höhenunterschieds von gut 500 m Höhe über 800 m zu überwinden sind. Der Bau eines Radweges entlang der B 31 zwischen Falkensteig und Oberhöllsteig ist im Rahmen des Bedarfsplanes des Landes Baden-Württemberg in den vordringlichen Bedarf eingestuft.
Der Südschwarzwaldradweg führt als Rundweg über Waldshut-Tiengen, Basel und Freiburg und verbindet Hinterzarten über den Rinken mit Oberried und in der anderen Richtung mit dem Titisee. Bei Beginn in Hinterzarten verläuft der Südschwarzwaldradweg bis Freiburg fast durchgehend bergab. 
Weitere Radwege:
- Der Dreiseenradweg im Abschnitt zwischen Oberried und dem Titisee identisch zum Südschwarzwaldradweg führt weiter zum Windgfällweiher und Schluchsee.
- Der Radweg der Grünen Straße von Neustadt nach Contrexéville im Elsass verbindet Titisee und Neustadt mit Hinterzarten und führt weiter über Alpersbach und Falkensteig nach Kirchzarten.
- Der Schwarzwald-Bike-Crossing von Pforzheim nach Bad Säckingen verbindet Breitnau über Heiligenbrunnen mit Hinterzarten und führt weiter zum Titisee.
- Breitnau ist auch über einen Radweg entlang der B 500 erreichbar.

#### Kfz-Verkehr
Verkehrsmäßig ist Hinterzarten über die von Breisach nach Lindau (Bodensee) führende Bundesstraße 31 (auch Teil der Grünen Straße) oder über die den Schwarzwald längs durchlaufende B 500 (Triberg – Waldshut) zu erreichen. Im Bundesverkehrswegeplan 2030 ist für den 4-streifigen Ausbau der Bundesstraße 31 der Bau eines 3,8 km langen Tunnels ausgewiesen, der vom Bereich östlich des Hinterzartener Hochmoors bis herunter zur Löffeltalkurve beim Hofgut Sternen im Höllental führen soll. Für das als Weiterer Bedarf (WB) kategorisierte Vorhaben sind Kosten in Höhe von 224,1 Mio. Euro angesetzt (Preisstand 2014).

### Medizin
Mit der Földiklinik – dem ehemaligen Hotel Weißes Rössle –, die sich auf Lymphologie spezialisiert hat, und der auf die psychotherapeutisch-psychosomatische Behandlung von psychischen Erkrankungen spezialisierten Klinik in der Zarten gibt es zwei Fachkrankenhäuser im Ort. Die Földiklinik gilt mit 165 Beschäftigten als größter Arbeitgeber in der Gemeinde. Die hausärztliche Versorgung ist durch zwei allgemeinmedizinische Arztpraxen gewährleistet, die im Ortskern angesiedelt sind.

### Bildung
In Hinterzarten gibt es mit der Georg-Thoma-Schule eine offene Ganztags-Grundschule und als weiterführende Schule das privat betriebene Internatsgymnasium Birklehof. Der katholische Kindergarten St. Josef bietet seit Mai 2014 auch Plätze für Kinder zwischen einem und drei Jahren. Seit April 2019 gibt es zudem einen Waldkindergarten mit 20 Plätzen für Kinder ab drei Jahren.

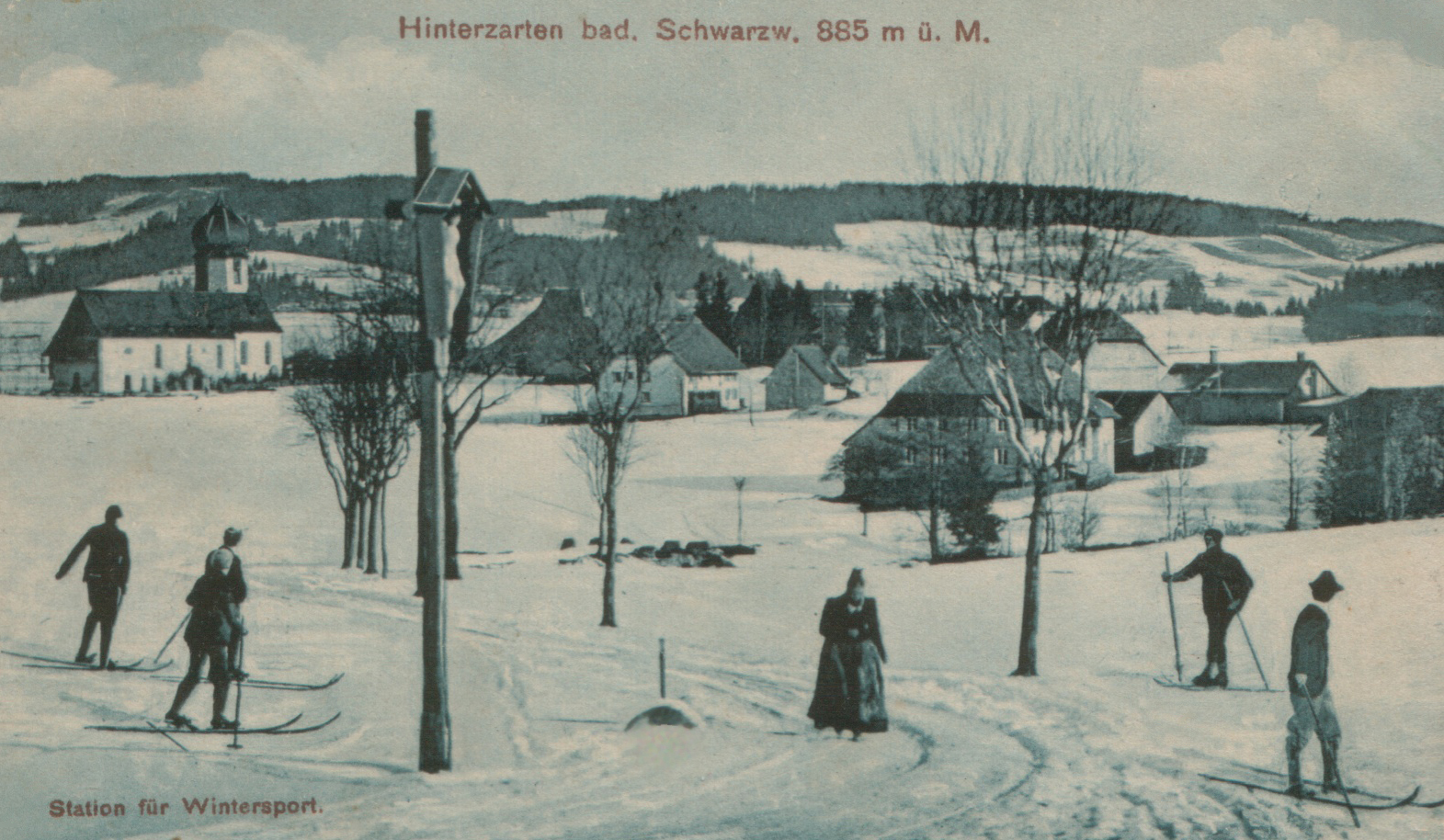
Skilanglauf in Hinterzarten (um 1909)

### Erholung
Im Ortsteil Bruderhalde liegt in der Nähe des Titisees das Feuerwehrhotel Sankt Florian, eine Erholungseinrichtung des Landesfeuerwehrverbands Baden-Württemberg. Direkt gegenüber davon befindet sich die Jugendherberge Veltishof.

### Schutzgebiete, Natur
Auf dem Gemeindegebiet von Hinterzarten liegen sowohl die Naturschutzgebiete Bisten, Erlenbruckmoor, Eschengrundmoos, Feldberg (teilweise), Hinterzartener Moor und Unteres Seebachtal (teilweise) als auch Teile der Landschaftsschutzgebiete Breitnau-Hinterzarten, und Feldberg-Schluchsee sowie Teile des Europäischen Vogelschutzgebiets Südschwarzwald und der FFH-Gebiete Hochschwarzwald um Hinterzarten und Hochschwarzwald um den Feldberg und Bernauer Hochtal.
Als Schonwald sind die beiden Schutzgebiete Fürsatzmoos und Wunderlemoos ausgewiesen, und mit dem Bannwald „Seewald“ erstreckt sich auch das 2017 von der UNESCO als Biosphärenreservat anerkannte Biosphärengebiet Schwarzwald auf Hinterzartener Gebiet.
Als Naturdenkmal ist der Hummelweiher ausgewiesen.
Seit 2000 gibt es einen Naturerlebnispfad im Ort.

## Kultur und Sehenswürdigkeiten

### Baudenkmal
Die Pfarrkirche Maria in der Zarten besitzt mittelalterliche, barocke und moderne (1962–1963) Teile.

### Museen
Im auf das Jahr 1446 zurückgehenden Hugenhof ist seit 1997 das Schwarzwälder Skimuseum beheimatet. Seit 2004 existiert im über 400 Jahre alten Bankenhof im Ortsteil Bruderhalde ein Museum für alte Landtechnik, in dem alte landwirtschaftliche Geräte und Maschinen ausgestellt werden. Daneben gibt es, ebenfalls in der Bruderhalde, ein kleines Feuerwehrmuseum. Direkt bei der Adlerschanze befindet sich das Spielzeugmuseum „Zum kleinen Hannes“.
Im Löffeltal steht die Kingenhofsäge, eine der wenigen erhaltenen Klopfsägen.

### Sport

#### Sommer
Nach 2003 wurde Hinterzarten ein „DSV nordic aktiv zentrum“ des Deutschen Skiverbandes, und im Rahmen eines Projekts der Deutschen Sporthochschule Köln wurden vier Nordic-Walking-Strecken ausgewiesen und gekennzeichnet. In der Umgebung des Adler-Skistadions ist ein ca. 2,5 km langer Trainingspfad (ehemals Trimm-dich-Pfad) eingerichtet, der 2019 erneuert wurde. Außerdem war Hinterzarten der Startpunkt des Short Track sowie Power Track des bis 2019 jährlich durchgeführten Black Forest Ultra Bike Marathons. Daneben gibt es im Ort eine Fußballhalle.
Der Sportverein Hinterzarten spielt mit seiner ersten Fußballmannschaft in der Fußball-Bezirksliga Schwarzwald.

#### Winter

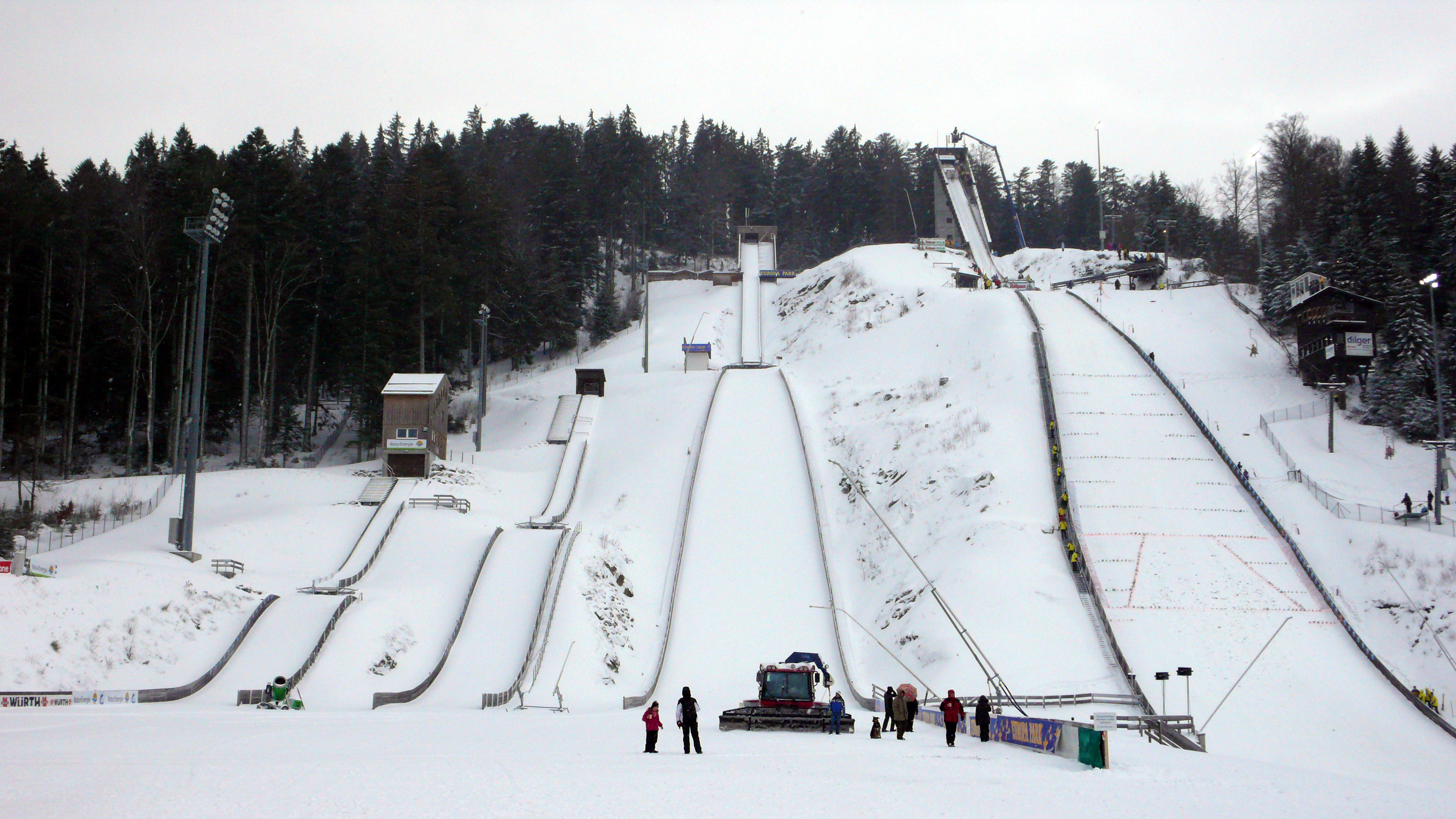
Das Adler-Skistadion (2011)

In Hinterzarten befindet sich das bekannte Adler-Skistadion mit der Rothaus-Schanze und drei Nachwuchsschanzen. Seit 2023 finden auf der renovierten Schanze wieder Wettbewerbe im Skisprung-Weltcup der Frauen statt. Im Ortskern befindet sich ein Loipenzentrum. Vom 24. bis 31. Januar 2010 fand in Hinterzarten die Nordische Junioren-Skiweltmeisterschaft 2010 statt.
Hinterzarten liegt am 100 Kilometer langen Fernskiwanderweg Schonach–Belchen, dem längsten Skiwanderweg im Schwarzwald. Es ist Zielort des auf dieser Strecke über 60 Kilometer ausgetragenen Kleinen Rucksacklaufs mit Start in Schonach (im Februar). In Hinterzarten beginnt auch der 32 Kilometer lange Fernskiwanderweg Hinterzarten–Schluchsee. Darüber hinaus wurden im Rahmen des DSV nordic aktiv zentrum neun weitere Langlaufloipen unterschiedlicher Schwierigkeitsgrade ausgewiesen.
In Richtung des Ortsteiles Alpersbach existiert ein alpines Skigebiet mit drei Liften, die wegen der in den letzten Jahren allerdings häufig fehlenden Schneesicherheit überwiegend dem lokalen Skilauf dienen.

### Regelmäßige Veranstaltungen
Neben den bereits erwähnten jährlichen Sportveranstaltungen Sommerskispringen und Ultra-Bike-Marathon findet ein wöchentlicher Bauernmarkt statt. Das 1976 von dem Freiburger Geigenprofessor Wolfgang Marschner gegründete und nach ihm benannte jährliche Musik-Festival in Hinterzarten bietet Klassik-Konzerte mit internationalen jungen Virtuosen. Es musste 2019 und pandemiebedingt 2020 ausgesetzt werden, wurde aber 2021 wieder aufgenommen.